# Kam-Sui jezici
Kam-Sui jezici, jedna od tri glavne skupine kam-tai jezika koju čini zajedno sa skupinama be-tai i Lakkja (vidi lakkia). Obuhvaća 12 (prije 11) jezika raširenih na području Kine, te nekim izdancima u Laosu, jezik kang [kyp].
Predstavnici su: 
- Ai-Cham [aih],
- Biao [byk],
- Cao Miao [cov],
- Chadong [cdy] (novopriznat),
- Južni dong [kmc],
- Kang [kyp],

Mak [mkg],
- Maonan [mmd],
- Mulam [mlm],
- Sjeverni dong [doc],
- Sui [swi] i
- T’en [tct].[1]

## Vanjske poveznice
- Ethnologue (14th)
- Ethnologue (15th)